# أرتيم فاخيتوف
أرتيم فاخيتوف هو لاعب كيك بوكسينغ وموياي تاي روسي ولد في 4 أبريل 1991.